# Cmentarz w Połoskach
Cmentarz w Połoskach – zabytkowa nekropolia w Połoskach, założona jako unicka, następnie prawosławna i rzymskokatolicka. Położona przy drodze z Kodnia do Piszczaca.

## Historia
Cmentarz w Połoskach został założony w połowie XIX w. jako parafialna nekropolia miejscowej wspólnoty unickiej. Po likwidacji unickiej diecezji chełmskiej, razem z parafią i cerkwią w Połoskach, przeszedł na własność Rosyjskiej Cerkwi Prawosławnej. Po rewindykacji cerkwi w Połoskach przez Kościół łaciński w 1920 r. został ponownie poświęcony jako cmentarz rzymskokatolicki. Mimo to w okresie międzywojennym były na nim odprawiane nabożeństwa prawosławne, które prowadził duchowny z najbliższej czynnej cerkwi w Zahorowie.
Nekropolia podzielona jest aleją na dwie kwatery, otoczona siatką. Na cmentarzu znajduje się zbiorowy grób polskich żołnierzy zamordowanych w 1939 r. we wsi przez nacjonalistów ukraińskich oraz prawosławne nagrobki z I połowy XX wieku.